# Vicia amurensis
Vicia amurensis är en ärtväxtart som beskrevs av Oett.. Vicia amurensis ingår i släktet vickrar, och familjen ärtväxter. Inga underarter finns listade i Catalogue of Life.